# Stazione di Goryōkaku
La stazione di Goryōkaku (五稜郭駅?, Goryōkaku-eki) è un'importante stazione ferroviaria di Hakodate, Hokkaidō. È la seconda stazione della linea principale Hakodate in direzione sud-nord e il capolinea est della linea Esashi, anche se tutti i treni provenienti da ovest continuano fino al capolinea di Hakodate. La stazione prende il nome dalla vicina fortezza di Goryōkaku.

## Struttura della stazione
La stazione dispone di due piattaforme che servono quattro binari, numerati dal 3 al 6.
| 3 | ■ Linea principale Hakodate e Linea Esashi | Binario di riserva                              |
| 4 | ■ Linea principale Hakodate e Linea Esashi | Per Hakodate                                    |
| 5 | ■ Linea principale Hakodate                | Per Nanae, Ōnuma-Kōen, Mori, Oshamanbe, Sapporo |
| 5 | ■ Linea Esashi                             | Per Kikonai, Esashi, Aomori, Shin-Aomori        |
| 6 | ■ Linea principale Hakodate e Linea Esashi | Binario di riserva                              |

## Affluenza giornaliera
Nel 2008 la stazione veniva usata da 980 persone al giorno.